# Stazione di Plauen Superiore
La stazione di Plauen Superiore (in tedesco Plauen (Vogtl) ob Bf) è la principale stazione ferroviaria della città tedesca di Plauen.
Essa è posta sulla linea Lipsia-Hof, ed è origine della linea internazionale per Cheb.

## Storia
La stazione venne aperta al traffico il 20 novembre 1848, all'attivazione della tratta da Plauen a Hof della Sächsisch-Bayerische Eisenbahn; l'attivazione del tronco successivo, in direzione di Lipsia, ritardò di alcuni anni a causa del cantiere di costruzione del viadotto Göltzschtal, e avvenne il 15 luglio 1851.
Gli impianti ferroviari vennero ampliati con l'apertura della linea Plauen-Oelsnitz («Vogtländische Bahn») il 1º novembre 1874.
Negli stessi anni il fabbricato viaggiatori d'origine, costruito in semplice stile classico, venne sostituito da un nuovo edificio monumentale in stile rinascimentale francese, che risultò molto simile a quello della stazione di Altenburg, posta anch'essa sulla linea Lipsia-Hof.
Durante la seconda guerra mondiale la stazione venne colpita dai bombardamenti e gravemente danneggiata; il nuovo fabbricato viaggiatori, in stile moderno con una facciata turchese in vetro e alluminio, fu costruito dal 1970 al 1973 e inaugurato il 21 dicembre di quest'ultimo anno.

## Interscambi
- Fermata tram (Oberer Bahnhof/Stadtpark, linee 1 e 6)[7]

### Esplicative
1. ↑  Abbreviazione di Plauen (Vogtland) oberer Bahnhof, letteralmente «Plauen (Vogtland) stazione superiore».

### Bibliografiche
1. 1 2  Berger (1980), p. 52.
2. ↑  Berger (1980), p. 62.
3. 1 2  Berger (1980), p. 63.
4. 1 2  Berger (1980), p. 64.
5. ↑  Kirsche e Müller (1987), p. 233.
6. ↑  Kirsche e Müller (1987), p. 36.
7. ↑  (DE) Liniennetz (PDF), su strassenbahn-plauen.de.